# Centrum Badań Ruchu Wyzwoleńczego
Centrum Badań Ruchu Wyzwoleńczego – naukowa organizacja społeczna na Ukrainie, z siedzibą we Lwowie, utworzona w 2008.
Zajmuje się badaniami historii Ukrainy, a szczególnie historią Ukraińskiej Republiki Ludowej i Zachodnioukraińskiej Republiki Ludowej, historią ukraińskich ruchów społeczno-politycznych (Ukraińska Organizacja Wojskowa, Organizacja Ukraińskich Nacjonalistów, Ukraińskie Zjednoczenie Narodowo-Demokratyczne, ruch dydydencki w USRR), historią ukraińskich formacji wojskowych (Legion Ukraińskich Strzelców Siczowych, Ukraińska Armia Halicka, Ukraińska Powstańcza Armia), jak również represyjną polityką reżimów XX wieku na Ukrainie.
Działania Centrum obejmują działania archiwizacyjne, biblioteczne, konsultacyjne, popularnonaukowe i wydawnicze. Dyrektorem Centrum jest Rusłan Zabiłyj.